# Friederich Wilhelm Zopf
Friedrich Wilhelm Zopf ( 12 de diciembre de 1846, Roßleben - 24 de junio de 1909, Münster, Westfalia) fue un botánico alemán .
Después de sus estudios en la Universidad Humboldt de Berlín, recibe un doctorado de filosofía en 1878 con su tesis Die Conidienfrüchte von Fumano en la Universidad de Halle.
De 1880 a 1883, es profesor extraordinario en la Escuela Superior de Agricultura de Berlín. Recibe su habilitación en 1882 de la Universidad de Halle.
A partir de 1899, es profesor de botánica y director del jardín botánico de la Universidad de Münster.
Estudia en particular los champiñones y estudia los métodos de producción de colorantes a partir de liquenes y de hongos.

## Algunas publicaciones
- 1889 : "Über Pilzfarbstoffe", Botanische Zeitung 47 : 53-91
- 1878 : Die Conidienfrüchte von Fumago : Mit 8 Taf. Halle Blochmann
- 1888 : Zur Kenntnis der Infektionskrankheiten niederer Tiere und Pflanzen, Halle
- ? : Zur Kenntnis der Phycomyceten, Halle
- 1881 : Zur Entwicklungsgeschichte der Ascomyceten, Chaetomium Halle
- ? : Untersuchungen über die durch parasitische Pilze hervorgerufenen Krankheiten der Flechten, Halle
- 1886 : Über die Gerbstoff- und Anthocyan-Behälter der Fumariaceen und einiger anderen Pflanzen, Cassel
- 1887 : Die Krankheiten der landwirtschaftlichen Kulturpflanzen durch Schmarotzerpilze, Berlin Parey
- 1884-1885 : Die Spaltpilze - nach dem neuesten Standpunkte bearbeitet, Breslau Trewendt
- 1907 : Die Flechtenstoffe in chemischer, botanischer, pharmakologischer und technischer Beziehung, Iéna (actual Turingia

- La abreviatura «Zopf» se emplea para indicar a Friederich Wilhelm Zopf como autoridad en la descripción y clasificación científica de los vegetales.[1]